# John Mutwa
John Mutwa (* 23. September 1960 in Mahundu, Südwestafrika; † 17. Juni 2021 in Windhoek) war ein namibischer Generalleutnant. Er war von Dezember 2013 bis März 2020 als Chief of the Defence Force der höchste Amtsinhaber der Namibian Defence Force (NDF).

## Militärischer Werdegang

### Ausbildung
Mutwa schloss sich 1975 in Sambia der People’s Liberation Army of Namibia im namibischen Befreiungskampf an. Ab 1976 erhielt er ein Militärtraining im tansanischen Kongwa, das er zwei Jahre später erfolgreich abschloss. Er ging 1981 für ein Jahr in die damalige Sowjetunion zur Fortbildung und ließ sich 1978 in Jugoslawien in Spionageabwehr ausbilden, welche er 1991 im Vereinigten Königreich fortführte. 1993 und 1994 besuchte Mutwa Weiterbildungen in den USA, ehe er zur Logistikausbildung zurück ins Vereinigte Königreich ging. 1997 schloss er eine universitäre Ausbildung an der Universität von Namibia in Militärstrafrecht sowie in Südafrika in Verteidigungsmanagement ab. 1998 beendete er ein zweijähriges Training am südafrikanischen National Defence College in Sicherheitstrategien.

### Namibian Defence Force
Mutwa begann seine militärische Verwaltungslaufbahn in der NDF mit der Unabhängigkeit Namibias 1990. Zunächst war er als Oberstleutnant Vizedirektor für militärisches Nachrichtenwesen im namibischen Verteidigungsministerium, ehe er für zwei Jahre kommandierender Offizieller des Logistikbataillons wurde. Von 1996 bis 1998 war Mutwa als Oberst der Chief of Army Staff und wechselte in gleicher Position 1999 zur SADC-Mission in die Demokratische Republik Kongo. Von 2004 bis 2005 war Mutwa Militärattaché Namibias in Angola und kam 2006 in seine Heimat zurück. In den anschließenden fünf Jahren bis 2011 war Mutwa als Brigadegeneral für Logistik zuständig. Von 2011 war er, bis zu seiner Ernennung zum Chief of the Defence Force der Oberkommandierender des namibischen Heeres.
Mutwa war mit der Einsatzmedaille und der Dienstmedaille in Gold dekoriert.
Ihm wurde kurz nach seinem Tod der Heldenstatus und ein Staatsbegräbnis zugestanden.